# حرب العوالم (فلم 2005)
حرب العوالم (بالإنجليزية: War of the Worlds)، هو فيلم خيال علمي كارثي من إنتاج عام 2005 ومن إخراج ستيفن سبيلبرغ، وهي مأخوذة عن رواية بنفس الاسم للكاتب هـ. ج. ويلز. تم تصوير الفيلم في 73 يوما حيث تم التصوير في مواقع مثل كونيتيكت، جزيرة ستاتن، كاليفورنيا، فيرجينيا ونيو جيرسي. الفيلم تلقى مراجعات إيجابية عموما وكان فيلما ناجحا أيضا في شباك التذاكر حيث احتل المركز الرابع على قائمة الأفلام الأكثر نجاحا على الصعيد المحلي مع 234 مليون دولار في أمريكا الشمالية و 591 مليون دولار على مستوى العالم.

## الحبكة الروائية
يبدأ الفيلم مع صوت مورغان فريمان وهو يقرأ النص الأصلي من بداية رواية هربرت جورج ويلز، «لم يكن من الممكن أن يصدق أحد في بداية القرن الواحد والعشرين أن عالمنا كان مراقبا بواسطة كائنات تفوقنا ذكاءّ... وينما انشغل البشر باهتماماتهم المتعددة، كانوا يراقبوننا ويدرسوننا، بنفس الطريقة التي يقوم بها البشر بواسطة المجهر بمراقبة الكائنات الدقيقة التي تنتشر وتتكاثر في قطرة الماء. وبمنتهى الرضا عن النفس، عاش البشر طولا وعرضا على كوكب الأرض، واثقين من هيمنتهم الإمبراطورية على هذا العالم. ولكن عبر هذا الفضاء الفسيح، قامت الكائنات الذكية الكبيرة العدد والباردة والغير متعاطفة بمراقبة كوكبنا بعيون حاسدة، وببطء، وبتأكد، قاموا برسم خطتهم ضدنا.»
في الوقت الحاضر، راي فيرير (توم كروز) هو عامل رافعة للحاويات في ميناء مدينة بايون، مبعد عن أولاده، تزوره زوجته السابقة ماري آن (ميراندا أوتو) مع زوجها الحالي تيم، والتي تترك ولديها روبي (جاستين تشاتوين) وراتشيل داكوتا فانينغ مع أبيهما حيث أنها في طريقها إلى بوسطن لزيارة والديها. يحاول راي أن يمارس دوره كأب لكنه لا يتلقى الاحترام من ابنه المراهق نظراً لفتور العلاقة بينهما. عندما يأخذ روبي سيارة راي من دون موافقته، يخرج راي للبحث عنه حيث يلاحظ غيوم غريبة في الخارج تبدأ بإرسال نبضات كهرومغناطيسية في شكل برق، وهذا يتسبب في تعطيل جميع الأجهزة الإلكترونية في المنطقة بما في ذلك السيارات.
راي يصل إلى مكان ضربها البرق ويجد حفرة كبيرة وتخرج منها آلة ضخمة مع ثلاثة أرجل طويلة. بعد ذلك تصدر من الآلة الثلاثية الأرجل صوت صاخب يتبعها إطلاق نار مع أشعة حرارية مدمرة تتسبب في تبخير المارة وتدمير كل شيء في طريقها. يتمكن راي من الهرب ويعود إلى المنزل وهو مغطى بطبقة من الرماد مما يثير فضول روبي وراشيل، ويبلغ راي ولديه بأن عليهم أن يغادروا في الحال دون أن يخبرهما عن ما شاهده لكي لا يخيفهما في حين تقوم الآلة الضخمة بتدمير المدينة. يقود سيارته إلى منزل ماري آن لإتخاذه كملجأ في تلك الليلة، حيث ينامون تحت صوت انفجارات مدوية وعنيفة. في صباح اليوم التالي يكتشف راي أن الآلة الثلاثية الأرجل قد تسبب في تحطم طائرة بوينغ 747 وإصطدامها بالمنازل. بعد ذلك يلتقي بفريق لمسح الحطام، العضو الأنثى الوحيدة في هذا الفريق تعرض عليه لقطات للآلات التي تحاول غزو الأرض مع طيارين مجهولين يستخدمون الآلات لتدمير مدن أخرى، كاشفا أنه كان يتم الإعداد لهذا الغزو منذ فترة طويلة.
راي يهرب للانضمام إلى ماري آن في بوسطن. روبي يحاول الانضمام للجيش الأمريكي لمقاتلة الغزاة ولكن راي وراتشيل يمنعاه، ثم يسمح له راي بالذهاب ولكن ما أن ينضم إلى قطعان الجيش حتى يتم مهاجمتهم من قبل الآلة حيث يفترض مقتل روبي في هذه العملية. في حين يحصل راي وراتشيل على المأوى والحماية من رجل غريب، هارلان أوجيلفي (تيم روبنز) الذي يتعهد بالانتقام من الغزاة الأجانب بعد أن قتلوا كل أفراد عائلته فور وصولهم.
عند اختفائهم في الطابق السفلي من بيت هارلان، يشاهدون ثلاثيات الأرجل وهي تنشر مادة عشبية حمراء غريبة على الأرض. في اليوم التالي هارلان يعاني من انهيار عصبي بعد رؤيته الآلات وهي تستخدم دماء وأنسجة البشر الحيوية كسماد لتلك الأعشاب، فيبدأ بالصراخ والعويل فيقوم راي بقتل هارلان لإسكاته حتى لا يلفت صوته انتباه الآلات إليهم. يتعرض مخبأ راي وراتشيل للخطر عندما يفاجأهم مسبار أو مجس طويل فيقوم راي بضرب المسبار بواسطة بلطة، ولكن أحد تلك الآلات تقوم بضبط راتشيل، راي يجد عدة قنابل يدوية فيقوم بتفجير واحدة للفت انتباه الآلة إليه عازما على إنقاذ حياة ابنته. يتم القبض على راي وراتشيل ويتم وضعهم في سلة مع سجناء آخرين في حين أن راتشيل تعاني حالة من الصدمة بعد رؤيتها أحد السجناء وهو يسحب لجعله سمادا. بعد أن يتمكن راي من تهدئة راتشيل، الغزاة يحاولون سحب راي إلى داخل الآلة لتحويله إلى سماد، ولكن سجناء آخرين يتمكنون من إنقاذه، فيقوم راي فتفجير القنابل اليدوية المتبقية معه داخل الآلة، مما يسبب في انهيار الآلة وتحرير جميع الأسرى.
راي وراشيل يصلون إلى بوسطون، ويلاحظون أن الأعشاب الحمراء بدأت تجف وتموت، والآلات تتصرف بغرابة وتبدو وكأنها تموت أيضا. يلاحظ راي مجموعة من الطيور تحلق وتهبط على إحدى الآلات مما يشير ذلك إلى أن قوتها لم تعد تعمل. يصل راي وراتشيل إلى منزل والدي ماري آن ويجدونها هناك ولدهشتهم، يظهر روبي الذي نجا من الهجمات أيضا هناك ويعانق أبيه بحرارة ثم يبكيان معاً.
مع انتهاء المشهد يسمع صوت فريمان للمرة الثانية وهو يقول، «منذ اللحظة التي وصل فيها الغزاة، وتنفسوا هوائنا، أكلوا وشربوا، أصيبوا باللعنة. لقد انتهوا وتحطموا، بعد أن فشلت جميع أسلحة الإنسان، بواسطة أصغر الكائنات التي خلقها الله بحكمته في هذه الأرض. عبر ملايين السنين، اكتسب الإنسان مناعته، وحقه في الحياة وسط مختلف أنواع الكائنات اللانهائية على هذا الكوكب. وهذا الحق هو حق مكتسب برغم كل التحديات. لإن الإنسان لا يحيا ولا يموت عبثاّ.»

## طاقم الممثلين
- توم كروز بدور: راي فيرير.
- داكوتا فانينغ بدور: راشيل فيرير.
- جاستين تشاتوين بدور: روبي فيرير.
- ميراندا أوتو بدور: ماري آن دافيس.
- تيم روبنز بدور: هارلان أوجيلفي.
- ريك جونزاليس بدور: فينسنت.
- ليني فينيتو بدور: الميكانيكي ماني.
- ليزا آن والتر بدور: شيريل.
- آن روبنسون بدور: الجدة.
- جين باري بدور: الجد.
- دافيد آلان باسشي بدور: تيم.
- روز أبرامس : كنفسها.
- كاميليا سانيس : كمنتج الأخبار.
- أيمي رايان : كجارة مع طفلها.
- مورغان فريمان : الراوي.

## الإنتاج
بعد تعاونهما معا في فيلم «Minority Report» في عام 2002، ستيفن سبيلبرغ وتوم كروز رغبا في العمل معا مرة أخرى. سبيلبرغ قال حول كروز، «إنه في حد ذاته ذكي، شريك مبدع وخلاق، ويجلب الأفكار العظيمة. أنا أحب العمل مع توم كروز.» كروز اجتمع مع سبيلبرغ في عام 2002 خلال تصوير فيلم سبيلبرغ «Catch Me If You Can» وقدم له سبيلبرغ ثلاث خيارات من الأفلام للعمل فيها معا، إحداها كان هذا الفيلم، وسرعان ما اختار سبيلبرغ هذا الفيلم.
الفيلم هو الثالث لسبيلبرغ الذي يدور موضوعه حول زيارات الغرباء، بجانب فيلم «Close Encounters of the Third Kind» و«E.T. the Extra-Terrestrial».